# Geheel getal
De gehele getallen of (op de basisschool in Nederland) hele getallen zijn alle getallen in de rij
…, −3, −2, −1, 0, 1, 2, 3, …
die voortgezet wordt door er steeds 1 bij te tellen of er 1 af te trekken. De gehele getallen omvatten 0, de natuurlijke getallen, dus de getallen waarmee wordt geteld, en de tegengestelden daarvan, de negatieve gehele getallen.
Een geheel getal heet 'geheel' omdat het niet gebroken is en zonder cijfers achter de komma kan worden geschreven. De getallen 21, 4 en −121 zijn bijvoorbeeld gehele getallen, terwijl 9,75, 5½ en {\displaystyle {\sqrt {12}}} geen gehele getallen zijn. De verzameling gehele getallen is een deelverzameling van de reële getallen, en wordt meestal voorgesteld door een vet gedrukte Z of het symbool {\displaystyle \mathbb {Z} } (Unicode U+2124 ℤ), wat voor Zahlen, het Duits voor getallen, staat.
De wiskundetak die zich met de studie bezighoudt naar de eigenschappen van de gehele getallen, noemt men de getaltheorie.

## Definitie
De gehele getallen kunnen worden gedefinieerd als de elementen van de kleinste verzameling {\displaystyle \mathbb {Z} } met de eigenschappen:
{\displaystyle 0\in \mathbb {Z} }
{\displaystyle z\in \mathbb {Z} \implies z+1\in \mathbb {Z} }
{\displaystyle z\in \mathbb {Z} \implies z-1\in \mathbb {Z} }
Voor de representatie van gehele getallen in de computer maakt men gebruik van het datatype integer. Het is echter belangrijk daarbij op te merken dat deze twee niet hetzelfde zijn. Het datatype integer is, aangezien een integer een beperkte hoeveelheid geheugen inneemt, een eindige verzameling, terwijl de gehele getallen een oneindige verzameling vormen.

## Eigenschappen
- De verzameling gehele getallen is gesloten onder optellen, aftrekken en vermenigvuldigen: elke optelling, aftrekking of vermenigvuldiging van twee gehele getallen levert opnieuw een geheel getal. De verzameling is niet gesloten onder de bewerking delen: niet elke deling van twee gehele getallen levert opnieuw een geheel getal op, bijvoorbeeld 1/2 is een rationaal getal. De gehele getallen vormen een ring.
- De elementen van {\displaystyle \mathbb {Z} } hebben een bepaalde volgorde. Strikter geformuleerd: de verzameling {\displaystyle \mathbb {Z} } wordt totaal geordend door de relatie {\displaystyle <} (kleiner dan) en bevat in die ordening zowel oneindig stijgende als oneindig dalende ketens.

{\displaystyle \ldots <-2<-1<0<1<2<\ldots }
Deze orde heeft de eigenschappen:
- als {\displaystyle a<b} en {\displaystyle c<d}, dan is {\displaystyle a+c<b+d}
- als {\displaystyle a<b} en {\displaystyle 0<c}, dan is {\displaystyle ac<bc}

- Bij iedere twee gehele getallen {\displaystyle a} en {\displaystyle b}, waarvan {\displaystyle b\neq 0} is, zijn altijd twee unieke gehele getallen {\displaystyle q} en {\displaystyle r} te vinden, met {\displaystyle 0\leq r<|b|}, zodat:

{\displaystyle a=bq+r}
In bovenstaande stelling heet het getal {\displaystyle q} het quotiënt en {\displaystyle r} de rest van de deling van {\displaystyle a} door {\displaystyle b}. Deze vorm van delen heet geheeltallige deling.
Als in bovenstaande stelling {\displaystyle r=0}, is de breuk {\displaystyle a/b=q}, dus geheel. Als {\displaystyle r\neq 0}, is de breuk {\displaystyle a/b=q} geen geheel, maar een rationaal getal, met een geheel deel {\displaystyle q} en een gebroken of fractioneel deel {\displaystyle r/b}.

## Constructie vanuit de natuurlijke getallen
De gehele getallen kunnen ook geconstrueerd worden met behulp van de natuurlijke getallen. Zij vormen daarvan de grothendieck-groep.
Op het cartesisch product {\displaystyle \mathbb {N} ^{2}} wordt een equivalentierelatie gedefinieerd door:
{\displaystyle (a,b)\sim (c,d)}
als
{\displaystyle a+d=c+b}
met de implicatie dat het paar {\displaystyle (a,b)} staat voor het gehele getal {\displaystyle a-b}.
De gehele getallen bestaan uit de equivalentieklassen {\displaystyle \{[(a,b)]\}}:
{\displaystyle \mathbb {Z} =\mathbb {N} ^{2}/\sim },
met als optelling:
{\displaystyle [(a,b)]+[(c,d)]=[(a+c,b+d)]},
en als vermenigvuldiging:
{\displaystyle (a,b)\cdot (c,d)=(ac+bd,ad+bc)}
De gehele getallen zijn geordend door:
{\displaystyle (a,b)<(c,d)} als {\displaystyle a+d<c+b}.
Iedere equivalentieklasse {\displaystyle (a,b)} heeft een eenduidige vertegenwoordiger met {\displaystyle n\in \mathbb {N} } van de vorm {\displaystyle (n,0)} als {\displaystyle a\geq b}, of van de vorm {\displaystyle (0,n)} als {\displaystyle a<b}. De 
equivalentieklasse {\displaystyle [(n,0)]} wordt met {\displaystyle n} geïdentificeerd en voor {\displaystyle n\neq 0} als positief geheel getal aangeduid, en de equivalentieklasse {\displaystyle [(0,n)]} wordt met {\displaystyle -n} aangegeven en negatief geheel getal genoemd.

## Kardinaliteit
De gehele getallen kunnen afgeteld worden, anders gezegd: de verzameling {\displaystyle \mathbb {Z} } is gelijkmachtig aan de verzameling {\displaystyle \mathbb {N} } van natuurlijke getallen, dus aftelbaar oneindig. Beide verzamelingen bevatten als het ware "evenveel" elementen, hoewel de natuurlijke getallen toch maar een deel van de gehele getallen vormen. De kardinaliteit van de gehele getallen wordt aangegeven met het symbool {\displaystyle \aleph _{0}} (aleph-null). Dat de gehele getallen kunnen worden afgeteld, kan als volgt worden aangetoond:
{\displaystyle {\begin{matrix}0&1&-1&2&-2&3&-3&4&-4&\ldots \\1&2&3&4&5&6&7&8&9&\ldots \end{matrix}}}
Op deze manier worden de gehele getallen door de bijectie {\displaystyle f:\mathbb {Z} \to \mathbb {N} \setminus {\{0\}}} een-op-een op de natuurlijke getallen, zonder 0, afgebeeld met
{\displaystyle f(x)={\begin{cases}2|x|+1,&{\mbox{als }}x\leq 0\\2x,&{\mbox{als }}x>0\end{cases}}}
De bijectie {\displaystyle g:\mathbb {Z} \to \mathbb {N} } met
{\displaystyle g(x)={\begin{cases}2|x|,&{\mbox{als }}x<0\\0,&{\mbox{als }}x=0\\2x-1,&{\mbox{als }}x>0\end{cases}}}
beeldt de gehele getallen op alle natuurlijke getallen af, met 0.
Door de definitie van kardinale gelijkheid hebben de twee verzamelingen dezelfde kardinaliteit.

## Meer gehele getallen
De Gauss-gehele getallen en de Eisenstein-gehele getallen zijn twee verschillende uitbreidingen van de gehele getallen naar de complexe getallen.